# NCAAディビジョンIソフトボール選手権
NCAAディビジョンIソフトボール選手権（英: NCAA Division I Softball Championship）は、全米大学体育協会（NCAA）が主催するアメリカ合衆国におけるカレッジソフトボール（女子ソフトボールの大学リーグ）の最上位リーグ。上位8チームはオクラホマシティにあるデヴォン・パークで開催されるウィメンズ・カレッジ・ワールドシリーズ（英: Women's College World Series、略称: WCWS）で全米チャンピオンを決定する。

## 概要
全米大学体育協会（NCAA）が主催するNCAAソフトボール選手権が1982年から開催されている。競技レベルごとにNCAAディビジョンI・ディビジョンII・ディビジョンIIIに区分けされており、NCAAディビジョンIはカレッジソフトボールにおける全米最高峰リーグと見なされている。NCAAディビジョンIを勝ち上がった8チームがウィメンズ・カレッジ・ワールドシリーズ（WCWS）に進出してナショナルチャンピオンを決定する。
加盟校は通常、地域ごとのカンファレンスに所属している。カンファレンスは、ディビジョンおよび地域ごとにまとめられた基本リーグとして機能する。例年2-5月にかけて開催されるレギュラーシーズンおよび決勝トーナメントの成績によって各カンファレンスにおける優勝チームが決定する。
各カンファレンス大会を実施後、64チームが5-6月に開催される全国大会に駒を進める。そこでリージョナル、スーパーリージョナルと続く各ラウンドを勝ち抜いた8チームがウィメンズ・カレッジ・ワールドシリーズ（WCWS）に進出し、WCWSの優勝チームがナショナルチャンピオンとなる。

## 主なカンファレンス
カンファレンス名および主要加盟校
2024シーズン現在
- パシフィック12（Pac-12）- アリゾナ大学、アリゾナ州立大学、ワシントン大学、UCバークレー、UCLA
- ビッグ12（Big 12）- オクラホマ大学、オクラホマ州立大学、テキサス大学
- サウスイースタン（SEC）- アラバマ大学、テキサスA&M大学、テネシー大学、フロリダ大学、ミズーリ大学、LSU
- ビッグ・テン（Big Ten）- ネブラスカ大学、ノースウェスタン大学、ミシガン大学
- アトランティック・コースト（ACC）- フロリダ州立大学

## ウィメンズ・カレッジ・ワールドシリーズ

WCWSの風景 (2014年 オクラホマシティ)

ウィメンズ・カレッジ・ワールドシリーズ（WCWS）はカレッジソフトボールの全米チャンピオンを決定する大会。例年6月上旬にオクラホマシティにあるアメリカソフトボール殿堂博物館に隣接するデヴォン・パークで開催される。NCAAディビジョンIを勝ち上がった8チームがダブルイリミネーション方式のトーナメントを戦い、最終的に勝ち残った2チームが3戦2勝制のチャンピオンシップ・ファイナルズ（決勝戦）に進出する。チャンピオンシップ・ファイナルズの勝者がナショナルチャンピオンの称号を獲得する。

### 旧ウィメンズ・カレッジ・ワールドシリーズ
ウィメンズ・カレッジ・ワールドシリーズという名称の大会は、NCAAソフトボール選手権が開催される以前の1969年から存在しており、大学対抗女子体育協会（AIAW）が主催していた。AIAW選手権は1982年まで実施されたため、1982年はNCAA選手権のウィメンズ・カレッジ・ワールドシリーズと共に2つの「ウィメンズ・カレッジ・ワールドシリーズ」が開催された。
1972年のウィメンズ・カレッジ・ワールドシリーズには日本大学が出場した記録が残っており、決勝でアリゾナ州立大学に敗れたものの準優勝という成績を収めた。

### AIAWの解散
従来より男子スポーツを運営してきた全米大学体育協会（NCAA）は商業的な効果が期待できない女子スポーツに関心を持っていなかったため、男子競技を主催するNCAAと女子競技を主催するAIAWとの間で棲み分けができていた。しかし女子スポーツの収益性が高まってくるとNCAAもこれに進出し、1982年に最初のNCAAソフトボール選手権が開催された。以降、AIAW加盟校の大半が女子競技を男子競技に合わせてNCAAに転籍したため、1983年にAIAWは解散した。

## 歴代優勝チーム
NCAAディビジョンIソフトボール選手権の優勝チーム
| シーズン | 優勝チーム       | カンファレンス | 準優勝チーム         | カンファレンス | 備考     |
| -------- | ---------------- | -------------- | -------------------- | -------------- | -------- |
| 1982     | UCLA             | WCAA           | フレズノ州立大学     | NorPac         | [ 注 3 ] |
| 1983     | テキサスA&M大学  | SWC            | CSUフラトン校        | WCAA           |          |
| 1984     | UCLA             | WCAA           | テキサスA&M大学      | SWC            |          |
| 1985     | UCLA             | WCAA           | ネブラスカ大学       | Big Eight      | [ 注 4 ] |
| 1986     | CSUフラトン校    | PCAA           | テキサスA&M大学      | SWC            |          |
| 1987     | テキサスA&M大学  | SWC            | UCLA                 | Pac-10         |          |
| 1988     | UCLA             | Pac-10         | フレズノ州立大学     | PCAA           |          |
| 1989     | UCLA             | Pac-10         | フレズノ州立大学     | Big West       |          |
| 1990     | UCLA             | Pac-10         | フレズノ州立大学     | Big West       |          |
| 1991     | アリゾナ大学     | Pac-10         | UCLA                 | Pac-10         |          |
| 1992     | UCLA             | Pac-10         | アリゾナ大学         | Pac-10         |          |
| 1993     | アリゾナ大学     | Pac-10         | UCLA                 | Pac-10         |          |
| 1994     | アリゾナ大学     | Pac-10         | CSUノースリッジ校    | WAC            |          |
| 1995     | UCLA             | Pac-10         | アリゾナ大学         | Pac-10         | [ 注 5 ] |
| 1996     | アリゾナ大学     | Pac-10         | ワシントン大学       | Pac-10         |          |
| 1997     | アリゾナ大学     | Pac-10         | UCLA                 | Pac-10         |          |
| 1998     | フレズノ州立大学 | WAC            | アリゾナ大学         | Pac-10         |          |
| 1999     | UCLA             | Pac-10         | ワシントン大学       | Pac-10         |          |
| 2000     | オクラホマ大学   | Big 12         | UCLA                 | Pac-10         |          |
| 2001     | アリゾナ大学     | Pac-10         | UCLA                 | Pac-10         |          |
| 2002     | UCバークレー     | Pac-10         | アリゾナ大学         | Pac-10         |          |
| 2003     | UCLA             | Pac-10         | UCバークレー         | Pac-10         |          |
| 2004     | UCLA             | Pac-10         | UCバークレー         | Pac-10         |          |
| 2005     | ミシガン大学     | Big Ten        | UCLA                 | Pac-10         | [ 注 2 ] |
| 2006     | アリゾナ大学     | Pac-10         | ノースウェスタン大学 | Big Ten        |          |
| 2007     | アリゾナ大学     | Pac-10         | テネシー大学         | SEC            |          |
| 2008     | アリゾナ州立大学 | Pac-10         | テキサスA&M大学      | Big 12         |          |
| 2009     | ワシントン大学   | Pac-10         | フロリダ大学         | SEC            |          |
| 2010     | UCLA             | Pac-10         | アリゾナ大学         | Pac-10         |          |
| 2011     | アリゾナ州立大学 | Pac-10         | フロリダ大学         | SEC            |          |
| 2012     | アラバマ大学     | SEC            | オクラホマ大学       | Big 12         |          |
| 2013     | オクラホマ大学   | Big 12         | テネシー大学         | SEC            |          |
| 2014     | フロリダ大学     | SEC            | アラバマ大学         | SEC            |          |
| 2015     | フロリダ大学     | SEC            | ミシガン大学         | Big Ten        |          |
| 2016     | オクラホマ大学   | Big 12         | オーバーン大学       | SEC            |          |
| 2017     | オクラホマ大学   | Big 12         | フロリダ大学         | SEC            |          |
| 2018     | フロリダ州立大学 | ACC            | ワシントン大学       | Pac-12         |          |
| 2019     | UCLA             | Pac-12         | オクラホマ大学       | Big 12         |          |
| 2020     | -                | -              | -                    | -              | [ 注 6 ] |
| 2021     | オクラホマ大学   | Big 12         | フロリダ州立大学     | ACC            |          |
| 2022     | オクラホマ大学   | Big 12         | テキサス大学         | Big 12         |          |
| 2023     | オクラホマ大学   | Big 12         | フロリダ州立大学     | ACC            |          |
| 2024     | オクラホマ大学   | Big 12         | テキサス大学         | Big 12         |          |
| 2025     | テキサス大学     | SEC            | テキサス工科大学     | Big 12         |          |

AIAWソフトボール選手権（旧ウィメンズ・カレッジ・ワールドシリーズ）の優勝チーム
| シーズン | 優勝チーム                       | 準優勝チーム                     | 備考     |
| -------- | -------------------------------- | -------------------------------- | -------- |
| 1969     | ジョン・F・ケネディ・カレッジ    | イリノイ州立大学                 |          |
| 1970     | ジョン・F・ケネディ・カレッジ    | サウスウェスト・ミズーリ州立大学 |          |
| 1971     | ジョン・F・ケネディ・カレッジ    | アイオワ州立大学                 |          |
| 1972     | アリゾナ州立大学                 | 日本大学                         |          |
| 1973     | アリゾナ州立大学                 | イリノイ州立大学                 |          |
| 1974     | サウスウェスト・ミズーリ州立大学 | ノーザンコロラド大学             |          |
| 1975     | ネブラスカ大学オマハ校           | ノーザンアイオワ大学             |          |
| 1976     | ミシガン州立大学                 | ノーザンコロラド大学             |          |
| 1977     | ノーザンアイオワ大学             | アリゾナ大学                     |          |
| 1978     | UCLA                             | ノーザンコロラド大学             |          |
| 1979     | テキサス女子大学                 | UCLA                             |          |
| 1980     | ユタ州立大学                     | インディアナ大学                 |          |
| 1981     | ユタ州立大学                     | CSUフラトン校                    |          |
| 1982     | テキサスA&M大学                  | オクラホマ州立大学               | [ 注 3 ] |